# Red de Accesos de la Ciudad de Rosario
La Red de Accesos de la ciudad de Rosario es un conjunto de importantes avenidas, autovías, autopistas y vías férreas que conectan a la ciudad de Rosario con otras ciudades y localidades de Argentina.
Rosario es un punto intermedio para quienes se desplazan entre las distintas regiones del país, siendo accesible y equidistante a las principales urbes.
Esta compleja red distribuida y compleja de ingresos viales, es la segunda de Argentina detrás de la de Buenos Aires.
Entre los cincuenta y sesenta, la ciudad emprendió un importante cambio en la estructura vial la que indirectamente llevó a cabo un gran crecimiento poblacional. En el año 1969 se abrió al público un tramo de la Avenida Circunvalación desde la ruta nacional 9 oeste (es decir, en dirección a Córdoba), hacia el norte.
Entre 1979 y 1982 se construyó el acceso al Puerto de Rosario. Entre 1985 y 1988 se pudo terminar el tramo faltante de la autopista, al sur de la ciudad.
Entre los accesos de vital importancia se encuentra la autopista AP 01 la cual se construyó entre 1964 y 1972 uniendo Rosario y Santa Fe, los dos principales centros urbanos de la provincia.
En 2003 se inauguró el puente Rosario-Victoria, sobre el río Paraná, por el que está vinculada con la localidad de Victoria (Entre Ríos), a 60 km de distancia.
Dado el alto tránsito del anillo de circunvalación de Rosario, desde 2009 comenzaron las obras de transformación de la actual vía rápida en una autopista urbana.

## Accesos viales

### Red sur
| Identificador | denominación                   | Tipo            | Itinerario |
| ------------- | ------------------------------ | --------------- | --- |
| RP 22         |                                | Ruta Provincial | Desde Avenida San Martín a la RP22: hacia Villa Gobernador Gálvez y Alvear. |
| RP 225        |                                | Ruta Provincial | Desde Avenida Ayacucho a la RP225: hacia Villa Gobernador Gálvez y Alvear. |
| RP 21         |                                | Ruta Provincial | Desde Avenida Ayacucho a la RP21 (ex-RN 9): hacia Villa Gobernador Gálvez, Alvear, Pueblo Esther, General Lagos, Arroyo Seco, Fighiera, Pavón, Empalme Villa Constitución, Villa Constitución y San Nicolás de los Arroyos.                                                                                                   |
| AU 9 RN 9     | Autopista Buenos Aires Rosario | Autopista       | Por Boulevard Oroño a la AU 9 Autopista Buenos Aires-Rosario: hacia General Lagos, Arroyo Seco, Villa Constitución, Theobald, La Emilia, San Nicolás de los Arroyos, Juan Bernabé Molina, Simón Santiago Sánchez, Ramallo, San Pedro, Baradero, Zárate, Campana, Belén de Escobar y hacia la ciudad de Buenos Aires (305 km). |
| RP 18         |                                | Ruta provincial | Por Avenida Ovidio Lagos a la RP18 (ex-Ruta Nacional RN 178): hacia Coronel Domínguez, Villa Amelia, Carmen del Sauce, Acebal, Uranga, Pavón Arriba, Santa Teresa, Peyrano, Máximo Paz, Alcorta, Juncal y Pergamino. |
| RN 33         |                                | Ruta nacional   | Por Avenida Presidente Perón a la RN 33: hacia Pérez, Soldini, Zavalla, Pujato, Casilda, Los Molinos, Sanford, Arequito, San José de la Esquina, Arteaga, Chabás, Villada, Firmat, Los Quirquinchos, Berabevú, Chañar Ladeado, Melincué, Carreras, Elortondo, Venado Tuerto y Rufino.                                         |

### Red oeste
| Identificador | denominación              | Tipo          | Itinerario |
| ------------- | ------------------------- | ------------- | --- |
| AU 9          | Autopista Rosario-Córdoba | Autopista     | Por avenida Pellegrini a la Autopista Rosario-Córdoba a Córdoba. |
| RN 9          |                           | Ruta nacional | Por Avenida Córdoba a la RN 9: hacia Funes, Roldán, San Jerónimo Sud, Carcarañá, Correa, Cañada de Gómez, Bustinza, Villa Eloísa, Armstrong, Las Parejas, Marcos Juárez, Bell Ville, Villa María, Río Segundo y hacia la ciudad de Córdoba (401 km). |

### Red norte
| Identificador | denominación                | Tipo          | Itinerario |
| ------------- | --------------------------- | ------------- | --- |
| RN 34         |                             | Ruta nacional | Por Boulevard J. Granel a la RN 34: hacia Ibarlucea, Luis Palacios, Lucio V. López, Salto Grande, Totoras, San Genaro, Cañada Rosquín, San Vicente, Rafaela, Sunchales y hacia la ciudad de Santiago del Estero (745 km).                                                                        |
| AP 01         | Autopista Rosario- Santa Fe | Autopista     | Por Avenida Camino de los Granaderos a la Autopista Rosario-Santa Fe AP-01: hacia la capital provincial Santa Fe (170 km). (Su traza es paralela a la vieja RN 11 por lo que atraviesa las mismas localidades).                                                                                  |
| RN 11         |                             | Ruta nacional | Por Boulevard Rondeau a la RN 11: hacia Granadero Baigorria, Capitán Bermúdez, Fray Luis Beltrán, San Lorenzo, Puerto General San Martín, Aldao, Timbúes, Andino, Serodino, Oliveros, Maciel, Monje, Barrancas, San Fabián, Arocena, Coronda, Santo Tomé y hacia la ciudad de Santa Fe (170 km). |
| A008          | Circunvalación de Rosario   | Autovía       | Por Autopista de Circunvalación, a través del Puente Rosario-Victoria a la Ruta Nacional RN 174: hacia la ciudad de Victoria (60 km) en la provincia de Entre Ríos pasando sobre el río Paraná.                                                                                                  |

### Autopistas de Circunvalación
Las rutas de acceso a la ciudad mencionadas se enlazan entre sí con la Autopista nacional A008; más conocida como Circunvalación de Rosario, la cual bordea la ciudad recorriendo su periferia en una extensión de 22 km permitiendo atravesarla de extremo a extremo en solo 15 min.
Conectando las rutas, ya fuera del municipio, la Autopista nacional RN A012 conocida como la Segunda Circunvalación de Rosario, bordea el área metropolitana del Gran Rosario (desde Pueblo Esther al sur hasta San Lorenzo al norte) recorriendo 67 km, facilitando acceso a otras rutas provinciales hacia poblaciones que quedan fuera de la traza de las rutas principales de salida.
| Identificador | denominación                      | Tipo          | Itinerario |
| ------------- | --------------------------------- | ------------- | --- |
| A008          | Circunvalación de Rosario         | Autovía       | Se extiende a lo largo de ciudad recorriendo su periferia en una extensión de 22 km. Conecta con las rutas AU 9, RN 9, AP 01, RN 33 y RN 11. |
| A012          | Segunda Circunvalación de Rosario | Ruta nacional | Bordea el área metropolitana del Gran Rosario (desde Pueblo Esther al sur hasta San Lorenzo al norte recorriendo 67 km                       |

## Accesos Férreos

### Red Sur
| ACCESOS           |                                 |                    |     |
| Empresa           | Destinos                        | Estado             | Uso |
| Ferrocarril Mitre | Ciudad Autónoma de Buenos Aires | 1 servicio por día |     |